# Grootoorvleermuizen
Grootoorvleermuizen (Plecotus) zijn een geslacht van de gladneusvleermuizen dat voorkomt in Azië, Europa en Noord-Afrika. Ze behoren tot de tribus Plecotini, samen met Barbastella, Euderma, Idionycteris en Corynorhinus. De laatste drie zijn wel als ondergeslachten beschouwd: eerst werd Euderma een apart geslacht, toen Idionycteris, en ten slotte Corynorhinus.

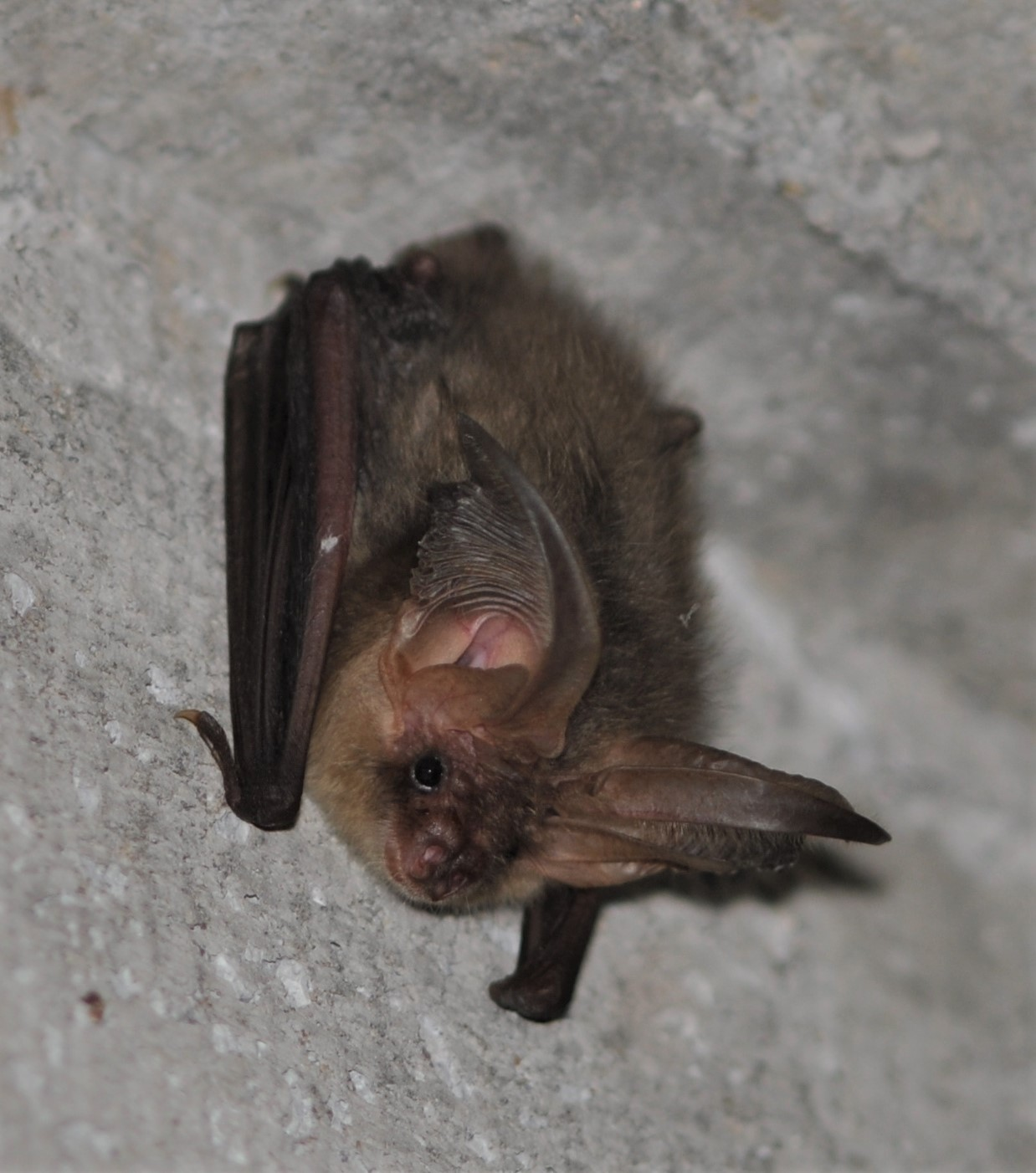
Plecotus auritus

## Kenmerken
Hun opvallendste kenmerk zijn de zeer grote oren, die meer dan 30 millimeter lang worden. Aan de voorkant zijn ze door een stukje huid verbonden. De neusgaten van de dieren openen naar boven. Ook als hun bek gesloten is kunnen langoorvleermuizen oriëntatiegeluiden uitstoten door de neus.

## Taxonomie
De grootoorvleermuizen zijn taxonomisch een zeer ingewikkeld geslacht. Tot 1960 dacht men dat er maar één soort was, de grootoorvleermuis (Plecotus auritus). Enkele andere soorten waren al eerder beschreven, maar werden niet geaccepteerd. In 1960 werd de grijze grootoorvleermuis (Plecotus austriacus) weer een aparte soort, met een min of meer overlappend verspreidingsgebied. Daarna werd de Canarische grootoorvleermuis (Plecotus (teneriffae) teneriffae) in 1985 een aparte soort, de Taiwanese grootoorvleermuis (Plecotus taivanus) werd in 1990 beschreven, en in 2000 werd de Ethiopische grootoorvleermuis (Plecotus balensis) beschreven. Daarna toonden twee DNA-studies aan dat de Balkangrootoorvleermuis (Plecotus kolombatovici), die eerder als een ondersoort van de grijze grootoorvleermuis werd beschouwd, een aparte soort was. Volgens de ene studie was hij echter verwant aan de bruine grootoorvleermuis, volgens de andere aan de grijze. De oorzaak daarvan was dat een van de studies in feite niet P. kolombatovici had bestudeerd, maar een nieuwe soort, de berggrootoorvleermuis. Die werd in 2001 Plecotus alpinus genoemd, en later in 2002 Plecotus macrodontus. In 2003 kwam het nieuws dat een ondersoort uit de Kaukasus, macrobullaris, bij dezelfde soort hoorde, zodat de naam van de berggrootoorvleermuis toen Plecotus macrobullaris werd. Wel bleven de Kaukasusgrootoorvleermuis (P. m. macrobullaris) en de Alpengrootoorvleermuis (P. m. alpinus) aparte ondersoorten. Die naam heeft hij behouden, hoewel een ondersoort uit Kasjmir, wardi, mogelijk ook bij dezelfde soort hoort. Ondertussen was in 2002 ook de Sardijnse grootoorvleermuis (Plecotus sardus) beschreven. In 2004 werd een nieuwe ondersoort van de Canarische grootoorvleermuis beschreven (Plecotus teneriffae gaisleri) uit Noord-Afrika, en bovendien werd kolombatovici als een ondersoort daarvan gezien. Hoewel gaisleri en kolombatovici mogelijk allebei voorkomen op het Italiaanse eiland Pantellaria, vonden Benda et al. (2004) het voorlopig beter om alle vormen als ondersoorten te behandelen tot de situatie wat duidelijker was. In 2006 verscheen een complete revisie van het geslacht door Spitzenberger et al. (2006). De auteurs beschrijven een nieuwe soort, P. strelkovi, uit Centraal-Azië, erkennen ongeveer tien Aziatische soorten die eerder als ondersoorten werden gezien weer als aparte soorten, en maken P. kolombatovici weer een aparte soort. Alle soorten worden in de P. auritus- of P. austriacus-groep geplaatst. Plecotus heeft daarmee inmiddels 19 recente soorten, waarvan twee Chinese vormen uit de P. auritus-groep nog geen wetenschappelijke naam hebben.

## Soorten
Het geslacht heeft de volgende soorten:
- P. auritus-groep
  - Plecotus auritus – Grootoorvleermuis (Europa)
  - Plecotus gobiensis (Mongolië)
  - Plecotus homochrous (zuidkant van de Himalaya, van Pakistan tot West-Bengalen)
  - Plecotus kozlovi (Mongolië en Noordwest-China)
  - Plecotus macrobullaris – Berggrootoorvleermuis (bergen van de Pyreneeën tot West-Iran)
  - Plecotus ognevi (Zuidoost-Siberië, Noordoost-China, Korea)
  - Plecotus sacrimontis (Japan)
  - Plecotus sardus – Sardijnse grootoorvleermuis (Sardinië)
  - Plecotus strelkovi (bergen van Centraal-Azië)
  - Plecotus taivanus – Taiwanese grootoorvleermuis
  - Plecotus turkmenicus (steppen van westelijk Centraal-Azië)
  - Plecotus wardi (Himalaya en nabijgelegen gebergten)
- P. austriacus-groep
  - Plecotus austriacus – Grijze grootoorvleermuis (Europa)
  - Plecotus balensis – Ethiopische grootoorvleermuis (Ethiopië)
  - Plecotus christiei – Noordoost-Afrikaanse grootoorvleermuis (Noordoost-Afrika en waarschijnlijk Arabië)
  - Plecotus gaisleri (Malta, Marokko, Algerije, Libië en Tunesië)
  - Plecotus kolombatovici (Zuidoost-Europa)
  - Plecotus teneriffae – Canarische grootoorvleermuis (Canarische eilanden)